# Slaget vid Surajgarha
Slaget vid Surajgarha var ett slag i inbördesstrider i indiska provinsen Bihar 1534, där blivande stormogulen Sher Shah vid Surajgarha besegrade styrkor ledda av Mahmud Shah, nawab av Bengalen, och Jalal Khan, son till en avliden nizam av Bihar.